# Johann Christoph vom Grüth
Johann Christoph vom Grüth († 23. September 1564 in Muri) war ein Schweizer Benediktinermönch. Von 1549 bis zu seinem Tod war er Abt des Klosters Muri in den Freien Ämtern (im heutigen Kanton Aargau).
Er war der Sohn des Joachim vom Grüth, des Schulmeisters von Rapperswil. 1532 trat er in die Klosterschule von Muri ein. Drei Jahre später legte er die Profess ab. Johann Christoph vom Grüth wurde 1549 zum Abt gewählt. Den Kreuzgang des Klosters liess er mit Glasgemälden ausschmücken. 1562 entsandte er zwar einen Abgeordneten an das Konzil von Trient, konnte aber die tridentinischen Reformen (insbesondere die Aufhebung der Pfründenwirtschaft) nicht mehr durchsetzen. Im Mai 1564 entliess er den Klosterschreiber, da dieser Anhänger der Reformation war. Seine Schwester Meliora (angeblich ein Patenkind des Reformators Huldrych Zwingli) war ab 1553 Meisterin des Klosters Hermetschwil, das dem Kloster Muri unterstellt war. Eine weitere Schwester namens Sophia amtierte als Äbtissin im Kloster Tänikon.